# Distrito de Nivelles
El Distrito de Nivelles (en francés: Arrondissement de Nivelles; en neerlandés: Arrondissement Nijvel) es el único distrito administrativo de la Provincia del Brabante Valón, Bélgica, que engloba en su totalidad a dicha provincia. 

## Lista de municipios
- Beauvechain
- Braine-l'Alleud
- Braine-le-Château
- Chastre
- Chaumont-Gistoux
- Court-Saint-Étienne
- Genappe
- Grez-Doiceau
- Hélécine
- Incourt
- Ittre
- Jodoigne
- La Hulpe
- Lasne
- Mont-Saint-Guibert
- Nivelles
- Orp-Jauche
- Ottignies-Louvain-la-Neuve
- Perwez
- Ramillies
- Rebecq
- Rixensart
- Tubize
- Villers-la-Ville
- Walhain
- Waterloo
- Wavre

- Datos: Q93707